# Lubě
Lubě település Csehországban, a Blanskói járásban. Lubě Brťov-Jeneč, Žernovník, Unín, Hluboké Dvory, Újezd u Černé Hory és Malá Lhota településekkel határos. Lakosainak száma 104 fő (2024. január 1.).

## Népesség
A település lakosságának változását az alábbi diagram mutatja:
| Lakosok száma | 155  | 157  | 194  | 160  | 119  | 98   | 99   | 94   | 96   | 104  |
|               | 1869 | 1900 | 1921 | 1961 | 1980 | 2011 | 2016 | 2019 | 2021 | 2024 |